# Saint-Marc-à-Loubaud
 Saint-Marc-à-Loubaud  là một xã thuộc tỉnh Creuse trong vùng Nouvelle-Aquitaine miền trung nước Pháp. Xã này nằm ở khu vực có độ cao trung bình 700 mét trên mực nước biển.